# Valdomiro Meger
Valdomiro Meger (Rio Azul, 8 de dezembro de 1945) é um empresário, agropecuarista e político brasileiro. Foi eleito deputado federal pelo Paraná em 1994.
Filho de Francisco Meger e de Maria Galemba, nasceu no município de Rio Azul, no estado do Paraná. É casado com Ana Maria Almendra e teve três filhos. Um deles, Marco Meger, eleito vereador na Câmara Municipal de Maringá e candidato a vice-prefeito na mesma cidade.
Foi eleito deputado federal em 1994, tomando posse em fevereiro de 1995 e ficando até janeiro de 1999. Em outubro de 1998 não conseguiu se reeleger, ficando na suplência. Assumiu como deputado suplente em fevereiro de 1999, ocupando a vaga de Alex Canziani, que assumiu a Secretaria Estadual de Emprego e Relações do Trabalho, no segundo governo de Jaime Lerner. Ficou no cargo até 22 de setembro de 1999. Tentou novamente se eleger como deputado federal em 2002 e não obteve êxito.